# Terrence Malick
Terrence Malick (30. november 1943) er en filminstruktør fra USA.
I sin lange karriere har Malick kun instrueret en kortfilm og ti spillefilm. Hans tidlige film Badlands og Himlen på jorden betegnes ofte som mesterværker. Malick blev nomineret til en Oscar for både bedste filmatisering og bedste instruktør for filmen Den tynde røde linje. The Tree of Life vandt Den Gyldne Palme ved filmfestivalen i Cannes i 2011.
Hans film er fulde af gentagne billeder og billeder af naturlig skønhed. Ofte lader han sine karakterer være fortællerstemme og bruger musikken til at forstærke sine scener.
Selv om Malick har levet tilbagetrukket fra det offentlige liv, har hans venner, som fx skuespilleren Martin Sheen fortalt, at han er en varm og ydmyg mand, der foretrækker at arbejde uden mediedækning. Hans kontrakter sikrer, at ingen nyere fotografier af ham må offentliggøres, og at han ikke er forpligtet til at promovere sine film.

## Liv
Terence Malick voksede op i Oklahoma og Texas og arbejdede på oliefelter som ung. Han var den ældste af tre brødre. Christopher, den mellemste af brødrene, var involveret i en voldsom bilulykke, der gav ham alvorlige brandskader og dræbte hans kone. Lawrence, den yngste broder, tog til Spanien for at studere. I 1968 begik han selvmord. Faderen Emil var oliegeolog af assyrisk afstamning fra malek-stammen og stammede fra landsbyen Geogtapah i Urmi i Iran. Han arbejdede for Phillips Petroleum. Moderen Irene var af irsk afstamning og kom fra Chicago.
Malick gik på St. Stephen's Episcopal School i Austin Texas, hvor han spillede amerikansk fodbold som linebacker. Han blev nomineret til årets footballspiller i Texas, men afslog nomineringen.
Han studerede derefter filosofi hos Stanley Cavell på Harvard University og blev færdig i 1965, hvorefter han gik på Magdalen College i Oxford.
Malick forlod universitetet uden en doktorgrad efter en uenighed med sin vejleder. Han flyttede tilbage til USA og underviste i filosofi på Massachusets Institute of Technology og skrev freelance artikler til Newsweek, The New Yorker og LIFE.
Malick giftede sig med Michele Morette i 1985, og de blev skilt i 1998. Siden 1998 har han været gift med Alexandra Wallace og bor nu i Austin i Texas.

## Filmografi
- Lanton Mills (kortfilm fra 1969)
- Badlands (1973)
- Himlen på jorden (1978)
- Den tynde røde linje (1998)
- The New World (2005)
- The Tree of Life (2011)
- To The Wonder (2012)
- Knight of Cups (2015)
- Song to Song (2017)